# Zweden op de Olympische Zomerspelen 1964
Zweden nam deel aan de Olympische Zomerspelen 1964 in Tokio, Japan. Ten opzichte van de vorige editie in 1960 werd er één gouden en één bronzen medaille extra gewonnen.

## Medailles

### 1Goud
- Rolf Peterson — Kanoën, mannen k1 1.000m kajak enkel
- Sven-Olov Sjödelius en Gunnar Utterberg — Kanoën, mannen k2 1.000m kajak paar

### 2Zilver
- Per Svensson — worstelen, mannen Grieks-Romeins halfzwaargewicht
- Arne Karlsson, Sture Stork en Lars Thörn — Zeilen, mannen 5½ meter klasse

### 3Brons
- Ingvar Pettersson — Atletiek, mannen 50 km snelwandelen
- Sven Hamrin, Erik Pettersson, Gösta Pettersson en Sture Pettersson — Wielersport, mannenteam wegwedstrijd
- Bertil Nyström — worstelen, mannen Grieks-Romeins weltergewicht
- Per Pettersson en Holger Sundström — Zeilen, mannen star klasse

## Resultaten en deelnemers per onderdeel

### Wielersport
Mannen individuele wegwedstrijd
- Gösta Pettersson — 4:39:51.74 (→ 7e plaats)
- Erik Pettersson — 4:39:51.74 (→ 11e plaats)
- Sven Hamrin — 4:39:51.79 (→ 49e plaats)
- Sture Pettersson — 4:39:51.79 (→ 51e plaats)

Afghanistan · Algerije · Argentinië · Australië · Bahama's · België · Bermuda · Birma · Bolivia · Brazilië · Brits-Guiana · Bulgarije · Cambodja · Canada · Ceylon · Chili · Colombia · Congo-Brazzaville · Costa Rica · Cuba · Denemarken · Dominicaanse Republiek · Duits eenheidsteam · Ethiopië · Filipijnen · Finland · Frankrijk · Ghana · Griekenland · Groot-Brittannië · Hongarije · Hongkong · Ierland · IJsland · India · Irak · Iran · Israël · Italië · Ivoorkust · Jamaica · Japan · Joegoslavië · Kameroen · Kenia · Libanon · Liberia · Libië · Liechtenstein · Luxemburg · Madagaskar · Maleisië · Mali · Marokko · Mexico · Monaco · Mongolië · Nederland · Nederlandse Antillen · Nepal · Nieuw-Zeeland · Niger · Nigeria · Noord-Rhodesië · Noorwegen · Oeganda · Oostenrijk · Pakistan · Panama · Peru · Polen · Portugal · Puerto Rico · Roemenië · Senegal · Sovjet-Unie · Spanje · Taiwan · Tanganyika · Thailand · Trinidad en Tobago · Tsjaad · Tsjecho-Slowakije · Tunesië · Turkije · Uruguay · Venezuela · Verenigde Arabische Republiek · Verenigde Staten · Vietnam · Zuid-Korea · Zuid-Rhodesië · Zweden · Zwitserland